# سفارة أفغانستان في المملكة المتحدة
سفارة أفغانستان في المملكة المتحدة هي أرفع تمثيل دبلوماسي لدولة أفغانستان لدى المملكة المتحدة. تقع السفارة في مدينة وستمنستر وهي تهدف لتعزيز المصالح الأفغانية في المملكة المتحدة.

## وصلات خارجية
- قائمة سفارات أفغانستان
- قائمة السفارات في المملكة المتحدة